# Parpaner Weisshorn
Das Parpaner Weisshorn (2824 m) ist ein Berg in den Plessuralpen im Kanton Graubünden in der Schweiz.

## Beschreibung

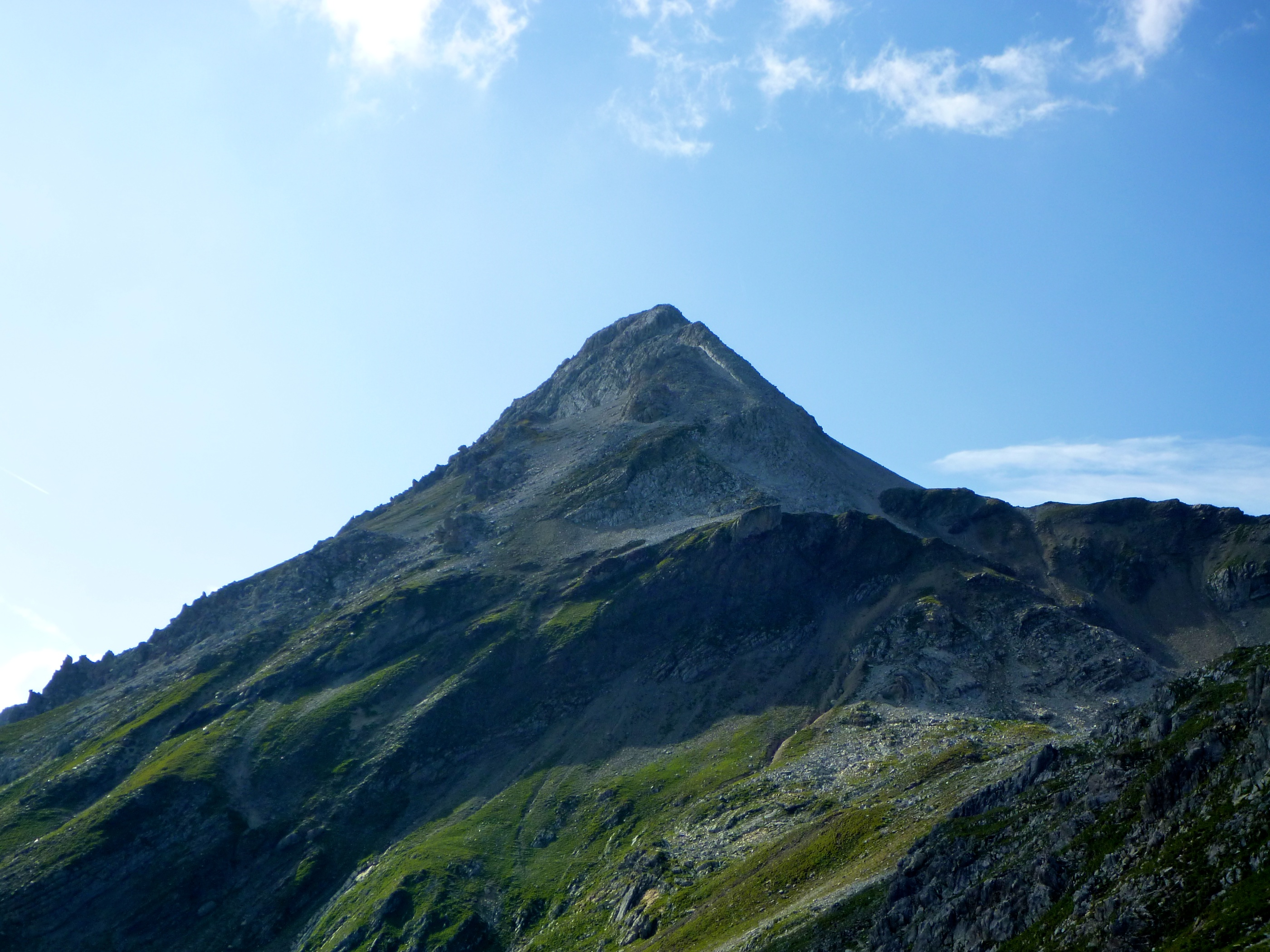
Parpaner Weisshorn von Osten (Schafälpli) aus gesehen

Der west-östlich verlaufende, felsige Gipfelgrat liegt zwischen den Gemeinden Chur im Norden und Arosa im Süden. Der Grat, der einen interessanten Tiefblick zum Urdensee bietet, geht an seinem Ostende in den Tschirpen und von dort in den Hörnligrat über. Am 2776 m hohen Westgipfel hat auch Vaz/Obervaz Anteil.
Der von dort ausgehende Nordgrat fällt zum Urdenfürggli, der entsprechende Südgrat zum Gredigs Fürggli ab. Der Fuss des Parpaner Weisshorns ist von diesen Übergängen sowie vom Älplisee her durch Bergwanderwege (Grad T2) erschlossen. Weitere benachbarte Gipfel sind das Älplihorn, das Parpaner Rothorn und das Parpaner Schwarzhorn. Geologisch zählt das Parpaner Weisshorn zur Tschirpen-Decke, die der benachbarten Aroser-Dolomiten-Decke sehr ähnlich ist.

## Felssturz 2016

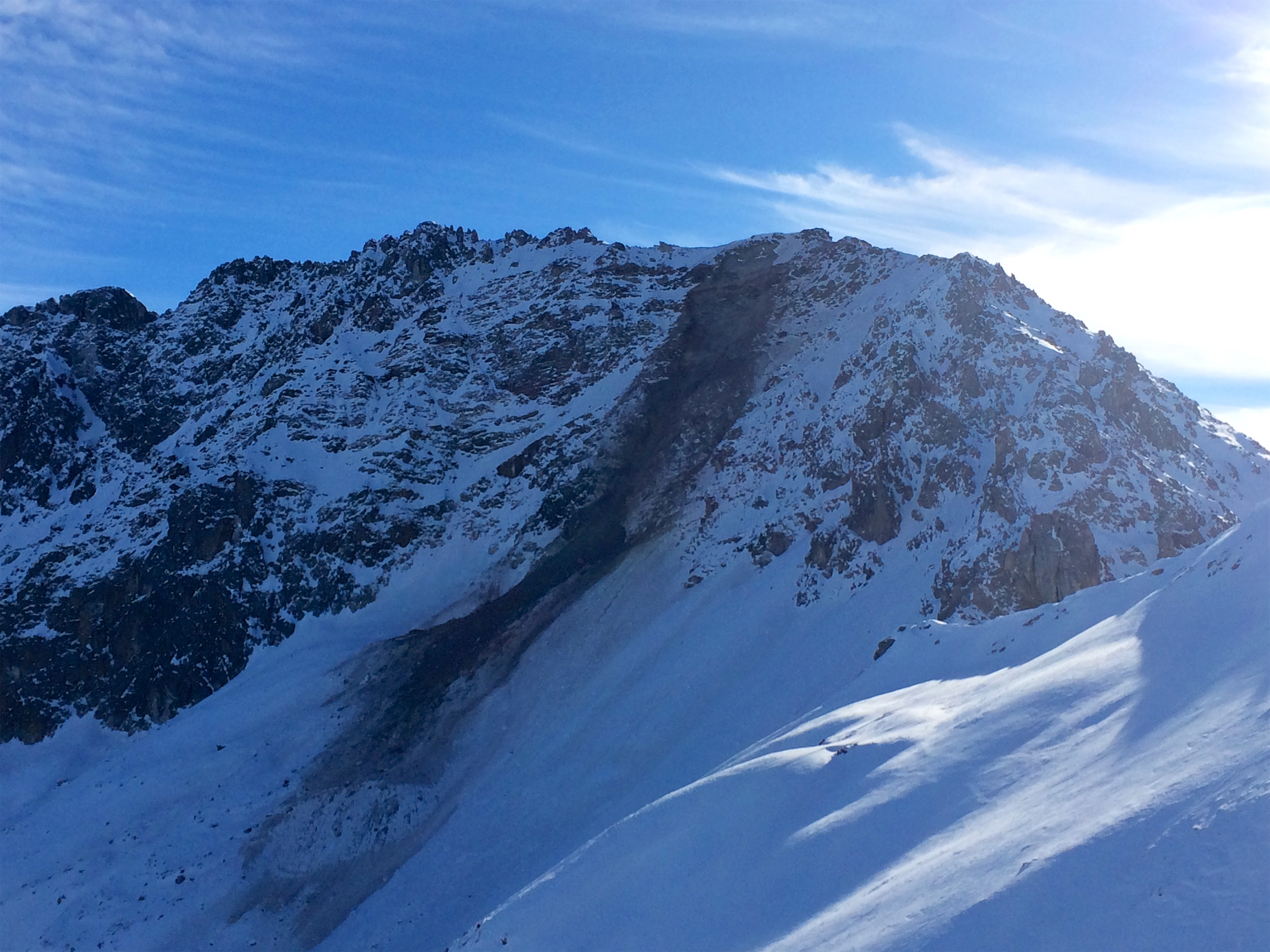
Der Felssturz an der Nordflanke, Situation am 3. Dezember 2016

Ende November 2016 ereignete sich an der Nordflanke des Parpaner Rothorns ein grösserer Felssturz, bei dem zwischen 5’000 und 10’000 Kubikmeter Felsmaterial und Schnee Richtung Urdental abstürzten.
Die ersten kleinen Abbrüche fanden am 28. November 2016 statt. Der eigentliche Felssturz erfolgte wahrscheinlich in einem Ereignis am 29. November zwischen 10:30 Uhr und 10:40 Uhr. Mitarbeiter der Urdenbahn beobachteten den Vorgang und meldeten ihn an das WSL-Institut für Schnee- und Lawinenforschung SLF, welches umgehend das Bündner Amt für Wald und Naturgefahren informierte.
Die Abbruchstelle befindet sich im Permafrostbereich. Die unmittelbare Ursache für den Felssturz ist unklar, wahrscheinlich spielt der regelmässige Tau- und Frostzyklus eine Rolle. Auch in den darauffolgenden Monaten und Jahren ereigneten sich an gleicher Stelle weitere kleinere Rutschungen.

## Quelle
- Manfred Hunziker: Ringelspitz/Arosa/Rätikon, Alpine Touren/Bündner Alpen, Verlag des SAC 2010, ISBN 978-3-85902-313-0, S. 304.